# Romain Thievin
Pas d'image ? Cliquez ici
Romain Thievin, né le 13 mars 1979 à Fontainebleau, est un pilote automobile français engagé en Racecar Euro Series. De 2007 à 2012, il était un présentateur de l'émission Fast Club en compagnie de Stéphane Rotenberg sur W9.
Il a intégré une équipe de cascadeurs et participe au tournage de films tels que La Mémoire dans la peau ou des séries comme Gomez vs Tavarès.

## Biographie
Comme beaucoup de pilotes automobiles, il effectue ses premiers tours de roues en karting sur la piste de Cabourg dans les catégories cadet, promo 1 puis trophée des stars.
En 1995, il finit 2e du volant ACO au Mans en 1995 ce qui lui permet de débuter en sport automobile sur circuit dans la Coupe de France Formule Renault Campus en 1996 où il termine 7e.
En 1997, faute de budget pour continuer en monoplace, il participe et remporte la Coupe Renault Mégane Junior et gagne une Formule Renault 2000 qu'il revend aussitôt pour continuer sa carrière dans différentes Coupes de France de voiture de tourisme (Citroën Saxo cup, Trophée Peugeot 106, Coupe Peugeot 206 CC)
En 2001, il remporte le titre de champion de France de Super Production en 2001 au volant d'une Peugeot 306 maxi ainsi que la Coupe De France Peugeot 206 CC ce qui lui permet de devenir pilote professionnel chez Peugeot Sport en 2002 en Championnat de France de Supertourisme. Cette année-là, il participe également à 3 courses du Championnat de France GT sur Venturi 300 Atlantique puis, faute de budget, arrête sa carrière et se consacre entièrement au tournage de cascade pour le cinéma et la télévision dans l'équipe Ciné Cascade International de Jean Claude Lagniez.
Il fonde en 2004 une école de pilotage, cascadevents puis récidive en 2009 en créant avec David Périsset une école similaire à Las Vegas, exoticsracing.
À la suite de sa rencontre avec Stéphane Rotenberg, en 2006, ils créent ensemble l'émission Fast Club diffusée le samedi à 11h50 sur W9.
En 2009, Jérôme Galpin du Team FJ l'invite à participer à 3 épreuves des Racecar Séries. Il finit deuxième à Dijon pour sa première course puis remporte les 2 courses de Magny-Cours et fini 4e au Mans.
En 2011, il revient à la compétition en Racecar Euro Series avec la voiture No 99 aux couleurs de l'émission Fast Club qu'il partage avec Pascal Hugot. Il termine deuxième de la saison.
En 2012, Romain vit à Henderson dans l'agglomération de Las Vegas avec sa compagne Chloé Mortaud (Miss France 2009) mais participe de nouveau à ce championnat car la Racecar Euro Series devient officiellement une série européenne de la NASCAR. Il confie la préparation de sa voiture au Still Racing Team d'Éric Hélary, vainqueur de ce championnat en 2011 et partage la racecar  numéro 99 aux couleurs d'Exotics Racing avec son ami David Périsset. Après la course de Valencia, il est deuxième du championnat,. Durant cette même année est ajouté un circuit routier au Las Vegas Motor Speedway qu'il a lui-même dessiné et long de 1,400 milles (2,253 km).
L'année suivante, il devient le premier Français à remporter une course en NASCAR.

## Palmarès sportif
- Vainqueur de la Coupe De France Mégane Junior en 1997
- Vainqueur de la Coupe Peugeot 206 CC en 2001[8]
- Champion de France de SuperProduction en 2001[9]

## Palmarès cinématographique
- Vainqueur des World Stunt Awards en 2003. Romain était la doublure de Matt Damon, il conduisait la mini rouge dans le film La Mémoire dans la peau[10].

## Vie privée
En septembre 2011, il s'installe à Las Vegas, aux États-Unis, avec sa compagne Chloé Mortaud, Miss France 2009.
Le 28 février 2013, sa compagne donne naissance à son premier enfant nommé Matis. En 2018, Romain Thievin et Chloé Mortaud annoncent leur séparation.